# Amalek
Amalek var enligt bibeln son till Elifas, son till Esau, och amalekiternas mytiska stamfader. Amalekiter var ett nomadfolk, på Abrahams tid bosatt sydväst om Döda havet och under Moses tid utbrett ända till Egyptens gräns och över större delen av Sinaihalvön.. Israeliterna levde i fejd med amalekiterna, och bibeln innehåller påbud att utrota dem.

## Amalekiterna
I andra Mosebok, kapitel 17, berättas att Josua gick till attack mot amalekiterna vid berget Horeb, medan Mose gick upp på berget och sträckte armarna mot skyn. Så länge han orkade hålla upp sina armar hade Israel stridslyckan med sig, men när han blev för trött och lät dem sjunka gick striden bäst för amalekiterna. Då kom Aron och Hur för att stötta händerna åt Mose ända till solnedgången, då segern till sist var säkrad.
I Första Samuelsbokens kapitel 15 segrar Saul stort över amalekiterna men begår misstaget att skona deras konung Agag. Gud tar sin nåd ifrån Saul och gör plats för herdegossen David. I samma boks kapitel 30 gör denne sedan slut på Amalekiterna.

### Biblisk historia
I en version bottnar fejden i en amalekitisk attack på Israel kort efter uttåget ur Egypten. Enligt en annan historia uttalade Bileam en förbannelse över amalekiterna då de var allierade med Moabs kung Balak vid intåget i Israel. Även senare nämns de som allierade med Moab eller med Midian. Kung Saul sades ha utrotat alla amalekiter (förutom Agag, som  Samuel högg i stycken), men de fanns kvar i Davids tid, och det berättas att det var en amalekit som berättade för David att han hade dödat Saul. Mycket senare beskrivs judarnas fiende Haman i legenden Ester som en agagit.